# Kevin Hector
Kevin James Hector (Leeds, 2 novembre 1944) è un ex calciatore inglese.
È primatista di reti (16) con il Derby County nelle competizioni calcistiche europee.

## Carriera

### Club
Dopo l'esordio da professionista nel Bradford Park Avenue, in cui giocò dal 1962 al 1966 totalizzando 176 presenze e 113 reti, Kevin Hector fu ceduto al Derby County, di cui divenne (assieme a John O'Hare) uno dei punti fermi dell'attacco. Dopo aver militato dodici stagioni con i Rams, vincendo due titoli nazionali (1971-1972, 1974-1975) e una supercoppa, Hector si trasferì negli Stati Uniti in cui sottoscrisse un contratto con i Vancouver Whitecaps, con cui giocherà fino al 1980 (totalizzando 63 presenze e 39 reti) cogliendo un titolo nazionale.
Concluse la sua carriera giocando per due stagioni nel Derby County (durante le quali riuscì a superare Ron Webster nel record di presenze nella squadra) e nel Burton Albion, squadra in cui si ritirò dal calcio giocato nel 1982.

### Nazionale
Esordì in nazionale in occasione di una partita valevole per la qualificazione ai mondiali 1974 contro la Polonia (disputata il 17 ottobre 1973), durante la quale entrò a tre minuti dal termine. La sua ultima apparizione fu invece datata 14 novembre 1973, in cui giocò gli ultimi cinque minuti di una partita contro l'Italia.

## Palmarès

### Club

#### Competizioni nazionali
- Campionato inglese: 2

Derby County: 1971-1972, 1974-1975
- Charity Shield: 1

Derby County: 1975
- Campionato inglese di seconda divisione: 1

Derby County: 1968-1969
- Campionato NASL: 1

Vancouver Whitecaps: 1979

### Individuale
- Capocannoniere del campionato inglese di quarta divisione:

1965-1966 (44 gol)